# Canton de Fontainebleau
Le canton de Fontainebleau est une division administrative française, située dans le département de Seine-et-Marne et la région Île-de-France.
À la suite du redécoupage cantonal de 2014, les limites territoriales du canton sont remaniées. Le nombre de communes du canton passe de 7 à 34.

## Représentation

### Juges de paix
| Période | Période      | Identité                | Fonction précédente               | Observation |
| ------- | ------------ | ----------------------- | --------------------------------- | ----------- |
| 1876    | 1889 (décès) | Pierre Hesme            | Juge de paix du canton de Nemours | -           |
| 1889    | 1913 (décès) | Léonce Weyl (1848-1913) | Notaire                           | -           |
| 1913    | 1921         | Antoine Andrieux        |                                   | -           |

### Conseillers généraux de 1833 à 2015
| Période | Période          | Identité                            | Étiquette                           | Qualité |
| ------- | ---------------- | ----------------------------------- | ----------------------------------- | --- |
| 1833    | 1848             | Comte Antoine Jean Auguste Durosnel | Majorité ministérielle              | Lieutenant-général, aide de camp du Roi Député (1830-1837) Pair de France                                                               |
| 1848    | 1874             | Denis Guérin (1798-1888)            |                                     | Propriétaire, Maire de Fontainebleau (1843-1852 et 1858-1871)                                                                           |
| 1874    | 1880             | Jean-Alfred Meunier                 | Républicain                         | Maire de Fontainebleau (1871-1881) |
| 1880    | 1881 (démission) | Charles Auguste Lefebvre            | Républicain                         | Maire d'Avon Député (1881-1889) |
| 1881    | 1892             | Jacques Regismanset                 | Républicain                         | Avocat et Avoué - Adjoint au Maire de Fontainebleau Sénateur (1891-1923)                                                                |
| 1892    | 1901             | Alexandre Riché (1833-1905)         | Républicain                         | Maire de Vulaines-sur-Seine (1881-1904), conseiller d'arrondissement                                                                    |
| 1901    | 1927 (décès)     | Charles Lefèvre (1848-1927)         | Républicain                         | Médecin Adjoint puis maire de Fontainebleau (1903-1912)                                                                                 |
| 1927    | 1933 (décès)     | Narcisse Bonnet (1853-1933)         | Concentration républicaine          | Marchand de vins en gros, ancien maire de Fontainebleau                                                                                 |
| 1933    | 1940             | Georges Sédack                      | Rad.ind.                            | Propriétaire, directeur de la Caisse d'épargne Adjoint au maire de Fontainebleau, conseiller d'arrondissement                           |
|         |                  |                                     |                                     | |
| 1943    | 1945             | Jean Leroux                         | Républicain national                | Ingénieur, conseiller d'arrondissement, adjoint au maire de Fontainebleau Nommé conseiller départemental en 1943                        |
|         |                  |                                     |                                     | |
| 1945    | 1958             | Hubert Pajot                        | Républicain indépendant             | Commissaire-priseur Maire de Fontainebleau (1945-1959) Sénateur (1946-1958)                                                             |
| 1958    | 1992 (décès)     | Paul Séramy                         | RGR puis Centriste puis CD puis UDF | Professeur de lycée Député (1962-1967) Sénateur (1977-1992) Maire de Fontainebleau (1959-1992) Président du Conseil Général (1982-1992) |
| 1992    | 2015             | Jean-François Robinet               | UDF puis UMP                        | Journaliste Maire de Samois-sur-Seine (1983-1993 et 2008-2014) Conseiller régional (1998-2002 et 2007-2008)                             |

### Conseillers d'arrondissement (de 1833 à 1940)
Le canton de Fontainebleau avait deux conseillers d'arrondissement.
| Période                                  | Période      | Identité                           | Étiquette            | Qualité |
| ---------------------------------------- | ------------ | ---------------------------------- | -------------------- | --- |
| 1833                                     | 1839         | Jean Théodore Dudouit (1774-1858)  |                      | Ancien chef d'escadron, maire de Fontainebleau (1830-1843)                                                                          |
| 1833                                     | 1848         | Louis Charles Fontaine (1775-1854) |                      | Plombier et fontainier à Fontainebleau                                                                                              |
| 1839                                     | 1848         | Pierre Joseph Debionne (1783-1864) |                      | Notaire, juge de paix à Fontainebleau                                                                                               |
|                                          |              |                                    |                      | |
| 1871                                     | 1880         | Denis-Alexandre Guérin             |                      | Propriétaire, ancien maire de Fontainebleau, conseiller général                                                                     |
| 1871                                     | 1877         | Paul Gaultry                       |                      | Notaire à Fontainebleau |
| 1880                                     | 1881 (décès) | Alexandre-Ange-Charles Guénée      | Républicain          | Entrepreneur de camionnage, maire de Fontainebleau                                                                                  |
| 1880                                     | 1892         | Alexandre Riché                    | Républicain          | Propriétaire, maire de Vulaines-sur-Seine, Président du Conseil d'arrondissement                                                    |
| 1881                                     | 1892         | François-Joseph Ronsin             |                      | Architecte, adjoint au maire de Fontainebleau                                                                                       |
| 1892                                     | 1901         | Eugène Cottin                      | Radical              | Architecte, premier adjoint au maire de Fontainebleau                                                                               |
| 1892                                     | 1901         | Ernest Bodin (1833-1915)           | Radical              | Peintre de l'École de Barbizon, maire de Samoreau                                                                                   |
| 1901                                     | 1902 (décès) | M. Girard                          | Républicain modéré   | Médecin |
| 1901                                     | 1913         | Abel Maire                         | Républicain modéré   | Commerçant à Fontainebleau, membre de la Chambre de commerce de Melun, Président du Conseil d'arrondissement                        |
|                                          |              |                                    |                      | |
| 1913                                     | 1931         | Louis Cuinat                       | Radical              | Architecte, maire de Bois-le-Roi (1908-1925), Président du Conseil d'arrondissement                                                 |
| 1916                                     | 1919         | siège vacant                       |                      | |
| 1919                                     | 1933         | Georges Sédack                     | Radical              | Propriétaire à Fontainebleau |
| 1933                                     | 1935 (décès) | René Chevalier                     | Droite               | Adjoint au maire de Vulaines-sur-Seine                                                                                              |
| 1931                                     | 1940         | Rémy Dumoncel                      | Républicain national | Directeur littéraire, maire d'Avon (1935-1944)                                                                                      |
| 1935                                     | 1940         | Jean Leroux (1894-1983)            | Républicain national | Ingénieur, ancien élève de l'Ecole centrale des Arts et Manufactures, entrepreneur de couverture, adjoint au maire de Fontainebleau |
| 1940                                     |              |                                    |                      | Les conseils d'arrondissement ont été suspendus par la loi du 12 octobre 1940 et n'ont jamais été réactivés                         |
| Les données manquantes sont à compléter. |              |                                    |                      | |

### Conseillers départementaux depuis 2015
| Période élective | Période élective | Mandat | Mandat   | Identité          | Nuance | Nuance | Qualité |
| ---------------- | ---------------- | ------ | -------- | ----------------- | ------ | ------ | --- |
| 2015             | 2021             | 2015   | 2021     | Pierre Bacqué     |        | RN     | Chef d'entreprise Maire du Vaudoué (1989-2020) Ancien conseiller général du canton de La Chapelle-la-Reine (1994-2015) |
| 2015             | 2021             | 2015   | 2021     | Béatrice Rucheton |        | LR     | Chargée d'études économiques et financières Adjointe au maire d'Avon                                                   |
| 2021             | 2028             | 2021   | en cours | Pascal Gouhoury   |        | LR     | Fonctionnaire Maire de Samoreau, Président de la Communauté d'agglomération du Pays de Fontainebleau                   |
| 2021             | 2028             | 2021   | en cours | Béatrice Rucheton |        | LR     | Conseillère sortante 8e vice-présidente chargée de l'Environnement                                                     |

### Résultats détaillés

#### Élections de mars 2015
À l'issue du 1er tour des élections départementales de 2015, deux binômes sont en ballottage : Pierre Bacqué et Béatrice Rucheton Née Pietton (UMP, 41,41 %) et Anthony Bredin et Clémentine Schaefer (FN, 28,84 %). Le taux de participation est de 48,1 % (21 856 votants sur 45 438 inscrits) contre 44,94 % au niveau départemental et 50,17 % au niveau national.
Au second tour, Pierre Bacqué et Béatrice Rucheton Née Pietton (UMP) sont élus avec 68,49 % des suffrages exprimés et un taux de participation de 47,14 % (13 176 voix pour 21 418 votants et 45 439 inscrits).
Pierre Bacqué, élu conseiller départemental du canton de Fontainebleau en 2015 comme membre de Les Républicains, après avoir mené la liste « La droite d’opposition » aux sénatoriales de 2017 qui accueille des candidats du Front national, annonce en mars 2019 son adhésion au Rassemblement national

#### Élections de juin 2021
Le premier tour des élections départementales de 2021 est marqué par un très faible taux de participation (33,26 % au niveau national). Dans le canton de Fontainebleau, ce taux de participation est de 35,4 % (15 904 votants sur 44 932 inscrits) contre 27,81 % au niveau départemental. À l'issue de ce premier tour, deux binômes sont en ballottage : Pascal Gouhoury et Béatrice Rucheton (LR, 36,63 %) et Ivanka Dimitrova et Armel Garnier (RN, 19,82 %).
Le second tour des élections est marqué une nouvelle fois par une abstention massive équivalente au premier tour. Les taux de participation sont de 34,36 % au niveau national, 30,02 % dans le département et 38,08 % dans le canton de Fontainebleau. Pascal Gouhoury et Béatrice Rucheton (LR) sont élus avec 76,46 % des suffrages exprimés (11 882 voix pour 17 113 votants et 44 945 inscrits),,.

## Composition

### Composition avant 2015
Le canton de Fontainebleau regroupait sept communes.
| Nom                       | Code Insee | Codepostal | Superficie (km2) | Population (dernière pop. légale) | Densité (hab./km2) |
| ------------------------- | ---------- | ---------- | ---------------- | --------------------------------- | ------------------ |
| Fontainebleau (chef-lieu) | 77186      | 77300      | 172,05           | 14 908 (2012)                     | 87                 |
| Avon                      | 77014      | 77210      | 3,83             | 14 151 (2012)                     | 3 695              |
| Bois-le-Roi               | 77037      | 77590      | 6,91             | 5 649 (2012)                      | 818                |
| Héricy                    | 77226      | 77850      | 10,68            | 2 504 (2012)                      | 234                |
| Samois-sur-Seine          | 77441      | 77920      | 6,33             | 2 098 (2012)                      | 331                |
| Samoreau                  | 77442      | 77210      | 5,65             | 2 317 (2012)                      | 410                |
| Vulaines-sur-Seine        | 77533      | 77870      | 4,42             | 2 645 (2012)                      | 598                |

### Composition à partir de 2015
Le canton de Fontainebleau regroupe désormais trente-quatre communes entières.
| Nom                                   | Code Insee | Intercommunalité            | Superficie (km2) | Population (dernière pop. légale) | Densité (hab./km2) | Modifier                                    |
| ------------------------------------- | ---------- | --------------------------- | ---------------- | --------------------------------- | ------------------ | ------------------------------------------- |
| Fontainebleau (bureau centralisateur) | 77186      | CA du Pays de Fontainebleau | 172,05           | 15 787 (2022)                     | 92                 | modifier les données · modifier les données |
| Achères-la-Forêt                      | 77001      | CA du Pays de Fontainebleau | 12,60            | 1 183 (2022)                      | 94                 | modifier les données · modifier les données |
| Amponville                            | 77003      | CC Pays de Nemours          | 12,30            | 351 (2022)                        | 29                 | modifier les données · modifier les données |
| Arbonne-la-Forêt                      | 77006      | CA du Pays de Fontainebleau | 15,08            | 1 007 (2022)                      | 67                 | modifier les données · modifier les données |
| Avon                                  | 77014      | CA du Pays de Fontainebleau | 3,83             | 13 526 (2022)                     | 3 532              | modifier les données · modifier les données |
| Barbizon                              | 77022      | CA du Pays de Fontainebleau | 5,27             | 1 265 (2022)                      | 240                | modifier les données · modifier les données |
| Boissy-aux-Cailles                    | 77041      | CA du Pays de Fontainebleau | 16,40            | 274 (2022)                        | 17                 | modifier les données · modifier les données |
| Boulancourt                           | 77046      | CC Pays de Nemours          | 6,44             | 341 (2022)                        | 53                 | modifier les données · modifier les données |
| Bourron-Marlotte                      | 77048      | CA du Pays de Fontainebleau | 11,26            | 2 782 (2022)                      | 247                | modifier les données · modifier les données |
| Burcy                                 | 77056      | CC Pays de Nemours          | 7,03             | 148 (2022)                        | 21                 | modifier les données · modifier les données |
| Buthiers                              | 77060      | CC Pays de Nemours          | 19,67            | 771 (2022)                        | 39                 | modifier les données · modifier les données |
| Cély                                  | 77065      | CA du Pays de Fontainebleau | 6,19             | 1 256 (2022)                      | 203                | modifier les données · modifier les données |
| Chailly-en-Bière                      | 77069      | CA du Pays de Fontainebleau | 13,08            | 2 172 (2022)                      | 166                | modifier les données · modifier les données |
| La Chapelle-la-Reine                  | 77088      | CA du Pays de Fontainebleau | 15,91            | 2 236 (2022)                      | 141                | modifier les données · modifier les données |
| Fleury-en-Bière                       | 77185      | CA du Pays de Fontainebleau | 13,87            | 683 (2022)                        | 49                 | modifier les données · modifier les données |
| Fromont                               | 77198      | CC Pays de Nemours          | 10,72            | 230 (2022)                        | 21                 | modifier les données · modifier les données |
| Guercheville                          | 77220      | CC Pays de Nemours          | 9,21             | 272 (2022)                        | 30                 | modifier les données · modifier les données |
| Héricy                                | 77226      | CA du Pays de Fontainebleau | 10,68            | 2 511 (2022)                      | 235                | modifier les données · modifier les données |
| Nanteau-sur-Essonne                   | 77328      | CC Pays de Nemours          | 12,92            | 410 (2022)                        | 32                 | modifier les données · modifier les données |
| Noisy-sur-École                       | 77339      | CA du Pays de Fontainebleau | 29,91            | 1 822 (2022)                      | 61                 | modifier les données · modifier les données |
| Perthes                               | 77359      | CA du Pays de Fontainebleau | 12,22            | 2 074 (2022)                      | 170                | modifier les données · modifier les données |
| Recloses                              | 77386      | CA du Pays de Fontainebleau | 9,35             | 624 (2022)                        | 67                 | modifier les données · modifier les données |
| Rumont                                | 77395      | CC Pays de Nemours          | 6,61             | 126 (2022)                        | 19                 | modifier les données · modifier les données |
| Saint-Germain-sur-École               | 77412      | CA du Pays de Fontainebleau | 2,53             | 371 (2022)                        | 147                | modifier les données · modifier les données |
| Saint-Martin-en-Bière                 | 77425      | CA du Pays de Fontainebleau | 7,81             | 746 (2022)                        | 96                 | modifier les données · modifier les données |
| Saint-Sauveur-sur-École               | 77435      | CA du Pays de Fontainebleau | 7,32             | 1 120 (2022)                      | 153                | modifier les données · modifier les données |
| Samois-sur-Seine                      | 77441      | CA du Pays de Fontainebleau | 6,33             | 2 066 (2022)                      | 326                | modifier les données · modifier les données |
| Samoreau                              | 77442      | CA du Pays de Fontainebleau | 5,65             | 2 409 (2022)                      | 426                | modifier les données · modifier les données |
| Tousson                               | 77471      | CA du Pays de Fontainebleau | 13,24            | 338 (2022)                        | 26                 | modifier les données · modifier les données |
| Ury                                   | 77477      | CA du Pays de Fontainebleau | 8,21             | 883 (2022)                        | 108                | modifier les données · modifier les données |
| Le Vaudoué                            | 77485      | CA du Pays de Fontainebleau | 17,16            | 731 (2022)                        | 43                 | modifier les données · modifier les données |
| Villiers-en-Bière                     | 77518      | CA Melun Val de Seine       | 10,76            | 242 (2022)                        | 22                 | modifier les données · modifier les données |
| Villiers-sous-Grez                    | 77520      | CC Pays de Nemours          | 12,25            | 684 (2022)                        | 56                 | modifier les données · modifier les données |
| Vulaines-sur-Seine                    | 77533      | CA du Pays de Fontainebleau | 4,42             | 2 720 (2022)                      | 615                | modifier les données · modifier les données |
| Canton de Fontainebleau               | 7707       |                             | 528,28           | 64 161 (2022)                     | 121                | modifier les données                        |

## Démographie

### Démographie avant 2015
| 1962   | 1968   | 1975   | 1982   | 1990   | 1999   | 2006   | 2011   | 2012   |
| ------ | ------ | ------ | ------ | ------ | ------ | ------ | ------ | ------ |
| 35 162 | 38 884 | 40 662 | 40 598 | 42 366 | 44 241 | 44 713 | 44 047 | 44 272 |

### Démographie depuis 2015
En 2022, le canton comptait 64 161 habitants, en évolution de +0,88 % par rapport à 2016 (Seine-et-Marne : +3,92 %, France hors Mayotte : +2,11 %).
| 2013   | 2018   | 2022   |
| ------ | ------ | ------ |
| 63 708 | 63 538 | 64 161 |